# 降幡愛
降幡 愛（ふりはた あい、1994年2月19日 - ）は、日本の女性声優、歌手。長野県出身。レコードレーベルはPurple One Star。
愛称は主にあいあい、ふりりんなど。Aqoursのメンバーでもある。

## 経歴
幼少時から人見知りで緊張しがちな子どもであったとのことだが、絵を描くことやアニメが大好きで、中学校時代は漫画家やアニメーターを目指していた。しかし当時、声優を目指していた友人の影響で、漫画やアニメへの想いを語り合ううちに、声優についていろいろと調べるようになり、「声優さんって、職人みたいでなんてカッコいいんだろう！」と感動して、中学校卒業時に、将来の目標として声優になることを決意したという。また、「人前に出るのが苦手な私が表に出て何かを表現できる、それは自分以外の人やものになれるからこそ成立するんだ、と気付いたから」ということを声優を志した理由として挙げている。
2014年、アミューズメントメディア総合学院声優タレント学科卒業。同年に声優デビュー。
2015年、『ラブライブ！サンシャイン!!』の出演が決まり（黒澤ルビィ役）、Aqoursとしての活動をスタート。
2015年4月30日、自身のTwitterを開設。同年11月には、自身のinstagramを開設した。
2017年3月、Aqoursの一員として、第11回声優アワードにて、歌唱賞を受賞した。同年10月、『フォトテクニックデジタル』にて、自身初めての連載記事「降幡写真工房」が開始された。
2020年初秋、バンダイナムコアーツとbluesofaが設立した音楽レーベル「Purple One Star」の第1弾アーティストとしてソロ歌手デビューすることが発表された。
2021年9月30日をもって所属事務所オフィス・ティービーを退所した。同年11月1日付でアクロスエンタテインメントに所属した。

## 活動・人物
愛称は複数あるとのことで、Aqoursのメンバー内からは基本的に「あいあい」と呼ばれているとのことだが、その一方で、ファンの人々からは「ふりりん」と呼ばれることが少なくないという。また、「降幡職人」も愛称の一つだが、この愛称のきっかけは、（Aqoursの）1年生組の3人で、プライベートで鍋を囲んだ際、自分が鍋奉行的なことをしたことがきっかけであったという。なお本人曰く、「降幡」という苗字は、長野県では珍しくはない苗字とのことである。
座右の銘として「全力で楽しむ！」を、大切にしている言葉として「愛」を、それぞれ挙げている。「愛」については、「私自身の名前でもあり、愛情を与えられる人間になりたいから」ということを、理由として挙げている。
自身の特徴について、「独特の声質の持ち主」「テンションが高い」と述べており、Aqoursのメンバー内では「マスコット的存在」「お母さんっぽい雰囲気」の立ち位置であるという。また、2017年春のインタビューでは、「（声優として活動する過程で）感受性がすごく豊かになった」と述べている。Aqoursのメンバーである小林愛香は「いるだけで場を和ませてくれる子」と述べている。
先述のように、好きなこととして、絵を描くことを挙げている。実際、自身のTwitterでは、自作のイラストを時折投稿しているほか、黒澤ルビィの誕生日を祝う趣旨の23秒間の自作のアニメーション動画（2016年9月）、Aqoursのメンバーである斉藤朱夏の誕生日を祝う自作のイラスト（2017年8月）をアップしたこともある。また、「写ルンですで写真を撮ること」が好きであるという。理由として、現像して見ること（が好きだから）、失敗もするけどそれを含めて面白いし味がある（と感じられるから）、と述べている。また本人曰く、浅草のレトロで味わいのある街並みが好きであるという。
上述のこと以外でも多くの趣味を持っており、音楽鑑賞、Tシャツ集め、テレビを見ることも趣味としている。また、ワープロ実務検定2級、硬筆書写技能検定3級の資格を所有している。本人曰く、右利きであるとのこと。
Aqoursとしての活動を本格化させて以後（2016年12月以後）は、黒澤ルビィに近い短めの髪型になっているが（それ以前はやや長めの髪型であった）、『フォトテクニックデジタル』における自身のインタビュー記事や連載記事では、エクステやウィッグを持参してのロングヘアを時折披露している。
妹と弟がいる。本人曰く、「姉としての目線を持っている」のが、ルビィとの相違点であるという。しかし初対面の際の第一印象では「末っ子でしょ？」とよくいわれるとのことである。また、2017年9月のインタビューでは、「私と妹が喧嘩したら弟が仲裁に入ってくれて、私と弟が喧嘩したら妹が仲裁に入ってくれます。騒がしいけど、家に帰ると誰かしらいるんで、安心します」と述べている。

## Aqoursとして
『ラブライブ！サンシャイン!!』のオーディション時、「私は『ラブライブ！』が大好きです！」としか伝えられずに泣きっぱなしで、「これは散々だったぞ」と半ば諦めていたとのことで、出演が決まった際は、嬉しさと感動のあまり、「やったー！」と叫んで、その上号泣してしまったという。オーディション合格後、Aqoursの1stシングル『君のこころは輝いてるかい？』の資料を受け取ったときに、この場に立たせてもらっていることの奇跡を実感して、（Aqoursの一員として活動する）覚悟を決めることができたという。
自身のAqoursとしての活動姿勢として、「会場にいるお客さん全員を見て、一人ひとりをちゃんと見て歌いたい」と心掛けているという。
本人曰く、Aqoursの活動を始める以前は、「引っ込み思案で、人前に出ること、表舞台に出て何かをすることが苦手」であったという。また、「歌やダンスが苦手だった」ので、Aqoursの活動を通して歌やダンスに「本格的に取り組むとは思いませんでした」と振り返っている。このことを踏まえて、2017年9月のインタビューでは、Aqoursの活動を通して学んだこととして「自信が芽生えて、度胸がつくようになり、かわいらしく振る舞うことができるようになった」と述べており、「昔の私に対して『すごく大きいステージで歌っているぞ！』って言いたいです」とも述べており、「ライブでの（ファンの）みなさんの優しさと思いやりを感じられる」ことが励みになっているという。
自身にとってのAqoursとはどのような存在かということについて、2017年10月のインタビューでは、「私にとっては本当に大切な人生の一部」と述べている。
ルビィについて、「ドジで泣き虫だけど努力家で負けず嫌いで芯の強い女の子」「キュンとしてしまうしぐさの多い、かわいらしい小動物のような子」と述べている。また、自身との共通要素として、「泣き虫で負けず嫌い」「自分のことを応援してくれる人が一人でもいれば頑張れると思っている（ところ）」を挙げている。
インタビューにおいて、折に触れて、「黒澤ルビィとして歌いたい」「ルビィちゃんとして輝きたい」という趣旨の発言をするほど、（Aqoursのメンバーの中でも特に）役への思い入れが強く、自身のツイッターでも時折、「がんばルビィ」「ピギィ」といった、黒澤ルビィの代名詞的な台詞を織り交ぜている。
Aqoursのメンバーについて、「個性的で、みんな仕事に対する打ち込み方がストイックな9人が揃ったので、私も見習わなきゃいけないことだらけ」「この9人なら何でもできちゃう、可能性は無限大と思える、希望をくれる存在」と述べている。また、Aqoursの活動について、2016年秋のインタビューでは「いままでで最も濃厚な時間を一緒に過ごしている」「一緒に大きな何かを成し遂げようという経験ができている。いまが一番青春しているかも」と述べており、「これからもみんなを支えていきたいし、ときには場を和ませたい」とも述べている。
Aqoursのメンバーの中でも、特に小林愛香および高槻かなことの親交が深い（2人は降幡と同じ「1年生組」である）。「（1年生組の3人は）同世代で趣味が似ている」ので、プライベートでも（2人あるいは3人で）よく遊ぶという。「（1年生組で）フォトジェニックな場所を巡る」のが特に好きであるという。小林及び高槻の存在について、「私にとって（2人は）どんなに忙しくても時間をつくって、無理してでも会いたいと思える存在だよ」と述べている。
テレビアニメ1期9話での、「親愛なるお姉ちゃん！ようこそ、Aqoursへ！」というセリフについて、「ルビィは、お姉ちゃんのことが本当に好きなんだな」と思ったし、自分にとって「渾身のセリフ」であり、特に印象に残っていることを、2017年春のインタビューにて述べている。
Aqoursの楽曲の中でも特に大切な楽曲として、「MIRAI TICKET」、「SKY JOURNEY」を挙げている。また、Aqoursの1stライブ（2017年2月）での印象的な場面（楽曲）として、「想いよひとつになれ」（「泣いてしまった場面もあった〈けれども、〉会場全体の一体感はずっと忘れられないと思います」）、「ユメ語るよりユメ歌おう」（「〈お客さんとお互いに〉『がんばルビィ』をし合えた感覚になれた〈ことが嬉しかった〉」）を挙げている。

## 出演
太字はメインキャラクター。

### テレビアニメ
2016年
- ラブライブ！サンシャイン!!（2016年 - 2017年、黒澤ルビィ） - 2シリーズ
- orange（佐久）

2017年
- いつだって僕らの恋は10センチだった。（少女B）

2018年
- キラッとプリ☆チャン（たい子）
- オコジョとヤマネ（ヤマネ）

2020年
- ヒーリングっど♥プリキュア（2020年 - 2021年、水のエレメントさん、みづき、実りのエレメントさん、風のエレメントさん、火のエレメントさん、吹田、音のエレメントさん、海のエレメントさん）
- ぽっこりーず（パンダちゃん）
- レヱル・ロマネスク（いよ）
- ドラゴンクエスト ダイの大冒険 (2020)（2020年 - 2022年、ゴメちゃん）
- 最響カミズモード!（2020年 - 2021年、司会、女子生徒、ヒバァーナ）
- 100万の命の上に俺は立っている（マジハピンク）
- 東京ガンボ（カカオ）

2021年
- おとなの防具屋さんII（マモリ）
- キンタマーニドッグ（マーニ）

2022年
- ぷちセカ（桃井愛莉）

2023年
- 幻日のヨハネ -SUNSHINE in the MIRROR-（ルビィ）
- ととのえ!サクマくん by &sauna（コサク）

2024年
- アストロノオト（松原照子）
- ガールズバンドクライ（三浦潮美）

2025年
- 中禅寺先生物怪講義録 先生が謎を解いてしまうから。（中禅寺敦子）

### 劇場アニメ
- ラブライブ!サンシャイン!! The School Idol Movie Over the Rainbow（2019年、黒澤ルビィ[61]）
- ダヤンとジタン（2019年、マーシィ[62]）
- 劇場版 誰ガ為のアルケミスト（2019年、リズベット・フィン・ルストブルグ[63]）
- 劇場版プロジェクトセカイ 壊れたセカイと歌えないミク（2025年、桃井愛莉[64]）

### Webアニメ
- 妄想宇宙人バブちゅ〜（2021年、女の子[65]）
- 幻日のヨハネ -SUNSHINE in the MIRROR- 光景記（2023年、ルビィ[57]）
- MORE MORE JUMP!  - Journey to Bloom『HOPE』（2023年、桃井愛莉）
- サケトロノオト（2024年、松原照子）

### ゲーム
2014年
- KRITIKA（ゼニス、ジェニファー)
- 白猫プロジェクト（アレクサンダー、チッチョ、グリーズ)
- ナイツオブガールズ（サターン、コメット、サナディ)

2015年
- クイズRPG 魔法使いと黒猫のウィズ（カエデ・ジングウジ)

2016年
- ラブライブ! スクールアイドルフェスティバル（2016年 - 2023年、黒澤ルビィ）
- 誰ガ為のアルケミスト（リズベット）

2017年
- モンスタークライ2（ノア）

2018年
- ぷちぐるラブライブ!（黒澤ルビィ）
- ICEY（ICEY）
- グランブルーファンタジー（黒澤ルビィ）

2019年
- Shadowverse（黒澤ルビィ）
- ラブライブ! スクールアイドルフェスティバル ALL STARS（2019年 - 2023年、黒澤ルビィ）

2020年
- 錬神のアストラル（ベアトリーチェ）
- 絵師神の絆（ユニコ）
- プロジェクトセカイ カラフルステージ！ feat. 初音ミク（2020年 - 2024年、桃井愛莉）
- 少女☆歌劇 レヴュースタァライト -Re LIVE-（黒澤ルビィ）

2021年
- データカードダス 最響カミズモード！（ヒバァーナ）
- ラブライブ!スクールアイドルフェスティバル 〜after school ACTIVITY〜 わいわい!Home Meeting!!（黒澤ルビィ）

2023年
- ラブライブ! スクールアイドルフェスティバル2 MIRACLE LIVE!（2023年 - 2024年、黒澤ルビィ）
- インフィニティ ストラッシュ ドラゴンクエスト ダイの大冒険（ゴメちゃん）
- 幻日のヨハネ -BLAZE in the DEEPBLUE-（ルビィ）

2024年
- 幻日のヨハネ NUMAZU in the MIRAGE（ルビィ）

### ラジオ番組
※はインターネット配信。
- U-nite!「降幡愛の愛とかいて“ラブ”とよむ」（2019年 - 2021年、TOKYO FM：月1回出演、AuDee：毎週配信）[80]
- ラブライブ!シリーズのオールナイトニッポンGOLD（2019年 - 2025年、ニッポン放送）
- 超!A&G+マンスリースペシャル 降幡愛のラジオ Moonrise ナイト（2020年、超!A&G+）
- 降幡愛のBecause of you[81]（2021年1月2日 - 2024年9月28日、bayfm78）
- CITY CHILL CLUB（2021年11月水曜〈火曜深夜〉マンスリーDJ、TBSラジオ）
- THE G.O.A.T.（2023年10月6日 -、JFNC※[注 5]）[83]

### ラジオドラマ
- ユメノメラジオ～晴れにほほえみ雨にて踊る～（2024年 - 、bayfm78）[84]

### オーディオドラマ
- とっても優しいあまえちゃん!（2017年、あまえちゃん[85]）
- プロジェクトセカイ カラフルステージ！ feat. 初音ミク ボイスドラマ（2020年 - 2022年、桃井愛莉） - 3シリーズ[一覧 2]

### インターネット番組
- ラブライブ！サンシャイン!! Aqoursニコ生課外活動〜トリオだよ！いち、にの、サンシャイン!!〜（ニコニコ生放送：2016年2月5日）
- プン吉の秘密基地（OPENREC.tv：2017年3月7日 - 6月27日、11月14日[86]）
- ふりりんは文化（ニコニコ生放送：2018年6月26日 - ）

### テレビ番組
- ヴォイス・アカデミア（2013年4月7日 - 2014年3月30日、BSフジ）番組終盤のアシスタントMC
- ASMRホラー「カノジョの周りでは怪奇現象が日常茶飯事」（2020年11月14日 - 2021年2月20日、エンタメ〜テレ）[87]
- 降幡愛のA面/B面（2021年6月24日 - 、エンタメ〜テレ）[88]

### 吹き替え
- ドリフト（ティナ）
- みつばちマーヤの大冒険2 ハニー・ゲーム（2019年、ヴァイオレット）
- 悲しみより、もっと悲しい物語（2020年、子猫ボニー〈エマ・ウー〉[89]）
- パフィンの小さな島（2025年、フェニックス[90]）

### CM
- 長野県赤十字血液センター（2019年9月 - 、ラジオCM）[91]
- ローソンCSほっとステーション『劇場版プロジェクトセカイ 壊れたセカイと歌えないミク キャンペーン』（2025年[92]）

### 舞台・朗読劇
- 朗読劇『吸血鬼ドラキュラ～Eternal Love～』（2022年8月20日、TOKYO FM HALL） - ミナ 役[93]
- 音楽朗読劇「四月は君の嘘」（2023年4月1日、飛行船シアター、昼公演） - 宮園かをり役
- 江戸川乱歩 名作朗読劇「怪人二十面相－暗黒星－」（2024年3月2日、博品館劇場） [94]

### その他コンテンツ
- Response.「My STYLE with VOLVO vol.2」（2019年12月）[95]
- JR東海 沼津駅一日駅長（2024年6月10日）[96]

## ディスコグラフィ

### シングル
|        | 発売日        | タイトル       | 規格品番     | 規格品番  | 規格品番  | オリコン最高位 |
| 限定盤 | 発売日        | タイトル       | 通常盤       | アニメ盤  |           | オリコン最高位 |
| ------ | ------------- | -------------- | ------------ | --------- | --------- | -------------- |
| 限定   | 2021年4月18日 | AXIOM          | LAVZ-10004   |           |           |                |
| 1st    | 2021年9月29日 | ハネムーン     | LAPS-34003/4 | LAPS-4003 |           | 29位           |
| 2nd    | 2021年12月1日 | 東から西へ     | LAPS-34007/8 | LAPS-4007 |           | 34位           |
| 3rd    | 2024年5月29日 | ホホエミノオト |              | LAPS-4018 | LAPS-4019 | 24位           |

### アルバム

#### フルアルバム
|            | 発売日        | タイトル   | 規格品番   | 規格品番  | オリコン 最高位 |
| 初回限定盤 | 発売日        | タイトル   | 通常盤     |           | オリコン 最高位 |
| ---------- | ------------- | ---------- | ---------- | --------- | --------------- |
| 1st        | 2023年11月8日 | Super moon | LAPS-35022 | LAPS-5022 |                 |

#### ミニアルバム
|            | 発売日         | タイトル     | 規格品番     | 規格品番   | 規格品番  | オリコン 最高位 |
| 初回限定盤 | 発売日         | タイトル     | 通常盤       | 完全限定盤 |           | オリコン 最高位 |
| ---------- | -------------- | ------------ | ------------ | ---------- | --------- | --------------- |
| 1st        | 2020年9月23日  | Moonrise     | LAPS-35000/1 | LAPS-5000  | LAPS-1000 | 18位            |
| 2nd        | 2020年12月23日 | メイクアップ | LAPS-35002/3 | LAPS-5002  |           | 48位            |

#### カバーアルバム
|     | 発売日        | タイトル                       | 規格品番  | オリコン 最高位 |
| --- | ------------- | ------------------------------ | --------- | --------------- |
| 1st | 2022年4月27日 | Memories of Romance in Summer  | LAPS-5013 | TBA             |
| 2nd | 2022年9月28日 | Memories of Romance in Driving | LAPS-5016 | 35位            |

### 映像作品
|     | 発売日        | タイトル                                              | 規格品番  |
| --- | ------------- | ----------------------------------------------------- | --------- |
| 1st | 2021年9月29日 | 降幡 愛 1st Live Tour APOLLO at Zepp DiverCity(TOKYO) | LAPS-8001 |

### タイアップ曲
| 楽曲           | タイアップ                                        | 時期   |
| -------------- | ------------------------------------------------- | ------ |
| 東から西へ     | 映画『189』主題歌                                 | 2021年 |
| ハネムーン     | テレビ神奈川『関内デビル』9月度エンディングテーマ | 2021年 |
| ホホエミノオト | テレビアニメ『アストロノオト』オープニングテーマ  | 2024年 |
| OUT OF BLUE    | テレビアニメ『アストロノオト』挿入歌              | 2024年 |

### キャラクターソング
| 発売日            | 商品名                                                                                        | 歌 | 楽曲 | 備考                                                                                        |
| 2020年            | 2020年                                                                                        | 2020年 | 2020年 | 2020年                                                                                      |
| ----------------- | --------------------------------------------------------------------------------------------- | --- | --- | ------------------------------------------------------------------------------------------- |
| 12月23日          | TVアニメ『100万の命の上に俺は立っている』オリジナル・サウンドトラック                         | マジハパープル（高槻かなこ）、マジハピンク（降幡愛）                                                                  | 「Dear My MAJIHA Sisters」                                                                                          | テレビアニメ『100万の命の上に俺は立っている』挿入歌                                         |
| 2021年            |                                                                                               | | |                                                                                             |
| 6月23日           | アイドル新鋭隊/モア!ジャンプ!モア!                                                            | MORE MORE JUMP!、初音ミク                                                                                             | 「アイドル新鋭隊」 「モア！ジャンプ！モア！」                                                                       | ゲーム『プロジェクトセカイ カラフルステージ！ feat.初音ミク』関連曲                         |
| 12月15日          | Color of Drops/天使のクローバー                                                               | MORE MORE JUMP!、巡音ルカ                                                                                             | 「Color of Drops」                                                                                                  | ゲーム『プロジェクトセカイ カラフルステージ！ feat.初音ミク』関連曲                         |
| 12月15日          | Color of Drops/天使のクローバー                                                               | MORE MORE JUMP!、鏡音リン                                                                                             | 「天使のクローバー」                                                                                                | ゲーム『プロジェクトセカイ カラフルステージ！ feat.初音ミク』関連曲                         |
| 2022年            |                                                                                               | | |                                                                                             |
| 3月2日            | MORE MORE JUMP! SEKAI ALBUM vol.1                                                             | MORE MORE JUMP! | 「ハッピーシンセサイザ」                                                                                            | ゲーム『プロジェクトセカイ カラフルステージ！ feat. 初音ミク』関連曲                        |
| 3月2日            | MORE MORE JUMP! SEKAI ALBUM vol.1                                                             | MORE MORE JUMP!、初音ミク                                                                                             | 「ツギハギスタッカート」 「ロミオとシンデレラ」                                                                     | ゲーム『プロジェクトセカイ カラフルステージ！ feat. 初音ミク』関連曲                        |
| 3月2日            | MORE MORE JUMP! SEKAI ALBUM vol.1                                                             | MORE MORE JUMP!、初音ミク                                                                                             | 「ビバハピ」 「メルティランドナイトメア」                                                                           | ゲーム『プロジェクトセカイ カラフルステージ！ feat. 初音ミク』関連曲                        |
| 3月2日            | MORE MORE JUMP! SEKAI ALBUM vol.1                                                             | MORE MORE JUMP!、初音ミク                                                                                             | 「恋愛裁判」 「マシュマリー」                                                                                       | ゲーム『プロジェクトセカイ カラフルステージ！ feat. 初音ミク』関連曲                        |
| 3月2日            | MORE MORE JUMP! SEKAI ALBUM vol.1                                                             | MORE MORE JUMP!、巡音ルカ                                                                                             | 「どりーみんチュチュ」                                                                                              | ゲーム『プロジェクトセカイ カラフルステージ！ feat. 初音ミク』関連曲                        |
| 2023年            |                                                                                               | | |                                                                                             |
| 1月18日           | アイノマテリアル/アイスドロップ                                                               | MORE MORE JUMP!、MEIKO                                                                                                | 「アイノマテリアル」                                                                                                | ゲーム『プロジェクトセカイ カラフルステージ！ feat. 初音ミク』関連曲                        |
| 1月18日           | アイノマテリアル/アイスドロップ                                                               | MORE MORE JUMP!、鏡音レン                                                                                             | 「アイスドロップ」                                                                                                  | ゲーム『プロジェクトセカイ カラフルステージ！ feat. 初音ミク』関連曲                        |
| 4月28日           | Be The MUSIC!                                                                                 | 「All Music MIKUdemy」一同                                                                                            | 「Be The MUSIC!」                                                                                                   | ゲーム『プロジェクトセカイ カラフルステージ！ feat. 初音ミク』関連曲                        |
| 5月10日           | ワールドワイドワンダー/メタモリボン                                                           | MORE MORE JUMP!、KAITO                                                                                                | 「ワールドワイドワンダー」                                                                                          | ゲーム『プロジェクトセカイ カラフルステージ！ feat. 初音ミク』関連曲                        |
| 5月10日           | ワールドワイドワンダー/メタモリボン                                                           | MORE MORE JUMP!、鏡音リン                                                                                             | 「メタモリボン」 | ゲーム『プロジェクトセカイ カラフルステージ！ feat. 初音ミク』関連曲                        |
| 7月19日           | イフ/パラソルサイダー                                                                         | MORE MORE JUMP!、初音ミク                                                                                             | 「イフ」 | ゲーム『プロジェクトセカイ カラフルステージ！ feat. 初音ミク』関連曲                        |
| 7月19日           | イフ/パラソルサイダー                                                                         | MORE MORE JUMP!、巡音ルカ                                                                                             | 「パラソルサイダー」                                                                                                | ゲーム『プロジェクトセカイ カラフルステージ！ feat. 初音ミク』関連曲                        |
| 9月13日           | DREAM PLACE/フロート・プランナー                                                              | MORE MORE JUMP!、MEIKO                                                                                                | 「DREAM PLACE」 | ゲーム『プロジェクトセカイ カラフルステージ！ feat. 初音ミク』関連曲                        |
| 9月13日           | DREAM PLACE/フロート・プランナー                                                              | MORE MORE JUMP!、鏡音リン                                                                                             | 「フロート・プランナー」                                                                                            | ゲーム『プロジェクトセカイ カラフルステージ！ feat. 初音ミク』関連曲                        |
| 12月6日           | 私は、私達は/ももいろの鍵                                                                     | MORE MORE JUMP!、鏡音レン                                                                                             | 「私は、私達は」 | ゲーム『プロジェクトセカイ カラフルステージ！ feat. 初音ミク』関連曲                        |
| 12月6日           | 私は、私達は/ももいろの鍵                                                                     | MORE MORE JUMP!、巡音ルカ                                                                                             | 「ももいろの鍵」 | ゲーム『プロジェクトセカイ カラフルステージ！ feat. 初音ミク』関連曲                        |
| 2024年            |                                                                                               | | |                                                                                             |
| 2月7日            | MORE MORE JUMP! SEKAI ALBUM vol.2                                                             | MORE MORE JUMP!、鏡音リン                                                                                             | 「Happy Halloween」 「Booo! 」                                                                                      | ゲーム『プロジェクトセカイ カラフルステージ！ feat. 初音ミク』関連曲                        |
| 2月7日            | MORE MORE JUMP! SEKAI ALBUM vol.2                                                             | MORE MORE JUMP!、初音ミク                                                                                             | 「からくりピエロ」 「心予報」 「ヴァンパイア」 「気まぐれメルシィ」 「深海少女」                                    | ゲーム『プロジェクトセカイ カラフルステージ！ feat. 初音ミク』関連曲                        |
| 2月7日            | MORE MORE JUMP! SEKAI ALBUM vol.2                                                             | MORE MORE JUMP!、初音ミク                                                                                             | 「トリノコシティ」                                                                                                  | ゲーム『プロジェクトセカイ カラフルステージ！ feat. 初音ミク』関連曲                        |
| 2月7日            | MORE MORE JUMP! SEKAI ALBUM vol.2                                                             | MORE MORE JUMP!、鏡音リン                                                                                             | 「セツナトリップ」                                                                                                  | ゲーム『プロジェクトセカイ カラフルステージ！ feat. 初音ミク』関連曲                        |
| 5月15日           | チームメイト/はぐ                                                                             | MORE MORE JUMP!、鏡音レン                                                                                             | 「チームメイト」 「はぐ」                                                                                           | ゲーム『プロジェクトセカイ カラフルステージ！ feat. 初音ミク』関連曲                        |
| 6月19日           | TVアニメ「アストロノオト」全曲集                                                              | 松原照子（降幡愛） | 「ぴゅあぴゅあラブリー右フック」 「Future’s diary」                                                                 | テレビアニメ『アストロノオト』挿入歌                                                        |
| 6月19日           | プロジェクトセカイ カラフルステージ！ feat. 初音ミク アナザーボーカルアルバム MORE MORE JUMP! | MORE MORE JUMP! | 「ビバハピ」 | ゲーム『プロジェクトセカイ カラフルステージ！ feat. 初音ミク』関連曲                        |
| 6月19日           | プロジェクトセカイ カラフルステージ！ feat. 初音ミク アナザーボーカルアルバム MORE MORE JUMP! | MORE MORE JUMP! | 「ハッピーシンセサイザ」                                                                                            | ゲーム『プロジェクトセカイ カラフルステージ！ feat. 初音ミク』関連曲                        |
| 6月19日           | プロジェクトセカイ カラフルステージ！ feat. 初音ミク アナザーボーカルアルバム MORE MORE JUMP! | 桃井愛莉（降幡愛） | 「恋愛裁判」 「天使のクローバー」 「どりーみんチュチュ」 「ロミオとシンデレラ」 「アイスドロップ」 「マシュマリー」 | ゲーム『プロジェクトセカイ カラフルステージ！ feat. 初音ミク』関連曲                        |
| 10月16日          | MOTTO!!!/JUMPIN’ OVER !                                                                       | MORE MORE JUMP!、初音ミク                                                                                             | 「MOTTO!!!」 「JUMPIN’ OVER !」                                                                                     | ゲーム『プロジェクトセカイ カラフルステージ！ feat. 初音ミク』関連曲                        |
| 2025年            |                                                                                               | | |                                                                                             |
| 1月17日（2月7日） | FUN!!                                                                                         | MORE MORE JUMP! | 「FUN!!」 | 劇場アニメ『劇場版プロジェクトセカイ 壊れたセカイと歌えないミク』関連曲                     |
| 1月30日           | Worlders                                                                                      | バーチャル・シンガー、Leo/need、MORE MORE JUMP!、Vivid BAD SQUAD、ワンダーランズ×ショウタイム、25時、ナイトコードで。 | 「Worlders」 | 劇場アニメ『劇場版プロジェクトセカイ 壊れたセカイと歌えないミク』エンディングテーマ         |
| 2月21日           | 群青讃歌（劇場版プロジェクトセカイver.）                                                      | Leo/need、MORE MORE JUMP!、Vivid BAD SQUAD、ワンダーランズ×ショウタイム、25時、ナイトコードで。                       | 「群青讃歌（劇場版プロジェクトセカイver.）」                                                                        | 劇場アニメ『劇場版プロジェクトセカイ 壊れたセカイと歌えないミク』挿入歌                     |
| 3月31日           | 我らステインバスターズ！                                                                      | MORE MORE JUMP!、初音ミク、鏡音リン                                                                                   | 「我らステインバスターズ！」                                                                                        | サンスター『オーラツー』×『プロジェクトセカイ カラフルステージ！ feat. 初音ミク』コラボ楽曲 |
| 4月2日            | Supernova/キラー                                                                              | MORE MORE JUMP!、KAITO                                                                                                | 「Supernova」 | ゲーム『プロジェクトセカイ カラフルステージ！ feat. 初音ミク』関連曲                        |
| 4月2日            | Supernova/キラー                                                                              | MORE MORE JUMP!、鏡音リン                                                                                             | 「キラー」 | ゲーム『プロジェクトセカイ カラフルステージ！ feat. 初音ミク』関連曲                        |
| 6月11日           | MORE MORE JUMP! SEKAI ALBUM vol.3                                                             | MORE MORE JUMP!、MEIKO                                                                                                | 「きゅうくらりん」 「くうになる」                                                                                   | ゲーム『プロジェクトセカイ カラフルステージ！ feat. 初音ミク』関連曲                        |
| 6月11日           | MORE MORE JUMP! SEKAI ALBUM vol.3                                                             | MORE MORE JUMP!、初音ミク                                                                                             | 「白い雪のプリンセスは」 「さよならプリンセス」 「flos」 「だめにんげんだ!」 「キャットフード」                     | ゲーム『プロジェクトセカイ カラフルステージ！ feat. 初音ミク』関連曲                        |
| 6月11日           | MORE MORE JUMP! SEKAI ALBUM vol.3                                                             | MORE MORE JUMP!、鏡音リン                                                                                             | 「メランコリック」 「ポッピンキャンディ☆フィーバー！」                                                              | ゲーム『プロジェクトセカイ カラフルステージ！ feat. 初音ミク』関連曲                        |
| 6月11日           | MORE MORE JUMP! SEKAI ALBUM vol.3                                                             | MORE MORE JUMP!、KAITO                                                                                                | 「悪役にキスシーンを」                                                                                              | ゲーム『プロジェクトセカイ カラフルステージ！ feat. 初音ミク』関連曲                        |
| 6月11日           | MORE MORE JUMP! SEKAI ALBUM vol.3                                                             | 桐谷遥（吉岡茉祐）、桃井愛莉（降幡愛）、KAITO                                                                         | 「スーパーヒーロー」                                                                                                | ゲーム『プロジェクトセカイ カラフルステージ！ feat. 初音ミク』関連曲                        |
| 6月11日           | MORE MORE JUMP! SEKAI ALBUM vol.3                                                             | MORE MORE JUMP!、巡音ルカ                                                                                             | 「如月アテンション」                                                                                                | ゲーム『プロジェクトセカイ カラフルステージ！ feat. 初音ミク』関連曲                        |

## ライブ・イベント

### ワンマンライブ
| 出演日                    | タイトル                                     | 会場 |
| ------------------------- | -------------------------------------------- | --- |
| 2020年11月14日 - 11月22日 | Ai Furihata “Trip to ORIGIN”                 | Billboard Live YOKOHAMA（神奈川県） Billboard Live OSAKA（大阪府）                                              |
| 2021年2月18日 - 2月19日   | Ai Furihata “Trip to BIRTH”                  | Billboard Live TOKYO（東京都） Billboard Live OSAKA（大阪府）                                                   |
| 2021年4月18日 - 4月29日   | 降幡 愛 1st Live Tour APOLLO                 | KT Zepp Yokohama（神奈川県） Zepp Nagoya（愛知県） Zepp Osaka Bayside（大阪府） Zepp DiverCity(TOKYO)（東京都） |
| 2021年10月24日 - 11月28日 | 降幡 愛 2nd Live Tour “ATTENTION PLEASE!”    | Zepp Haneda（（東京都） Zepp Osaka Bayside（大阪府） Zepp Nagoya（愛知県） Zepp DiverCity(TOKYO)（東京都）      |
| 2022年2月18日 - 2月19日   | Ai Furihata “Trip to STAR”                   | Billboard Live TOKYO（東京都）                                                                                  |
| 2022年7月2日 - 7月8日     | Ai Furihata “Trip to BEACH”                  | Billboard Live OSAKA（大阪府） Billboard Live YOKOHAMA（神奈川県）                                              |
| 2022年11月19日 - 11月26日 | 降幡 愛 3rd Live Tour 〜愛はハイテンション〜 | 味園ユニバース（大阪府） キネマ倶楽部（東京都）                                                                 |

### 合同ライブ
| 出演日         | タイトル                                          | 会場                                                       |
| -------------- | ------------------------------------------------- | ---------------------------------------------------------- |
| 2020年10月26日 | Lantis & Purple One Star New Generation LIVE 2020 | オンライン配信                                             |
| 2022年1月22日  | リスアニ!LIVE 2022                                | 日本武道館（東京都）                                       |
| 2022年10月7日  | 長岡 米百俵フェス 〜花火と食と音楽と〜 2022       | 東山ファミリーランド（新潟県）                             |
| 2023年1月27日  | リスアニ!LIVE 2023                                | 日本武道館（東京都）                                       |
| 2025年11月30日 | プロジェクトセカイ セカイシンフォニー2025         | 大阪国際会議場メインホール（グランキューブ大阪）（大阪府） |

## 書籍

### 雑誌連載
- フォトテクニックデジタル「降幡写真工房」（2017年11月号 - 2021年8月号、玄光社）[100]

### 表紙
- フォトテクニックデジタル（2017年4月号、10月号、2019年4月号、玄光社）[101]
- 声優アニメディア（2019年1月号、学研プラス）[102]

### 写真集
- 降幡愛写真集 いとしき（2019年4月20日、玄光社）ISBN 978-4-7683-1179-0

### 単行本
- 降幡写真工房 FPL THE BEST（2021年12月17日、玄光社）  写真家の浅岡省一との共著 ISBN 978-4-7683-1565-1
- 降幡愛と100のカルチャー（2023年3月28日、太田出版） 通常版：ISBN 978-4-7783-1849-9、Amazon限定版：ISBN 978-4-7783-1863-5